# Emil Lange
Emil Lange (ur. 4 lutego 1884 w Głogowie, zm. w 1968) – niemiecki architekt modernistyczny działający przed II wojną światową we Wrocławiu.

## Życiorys

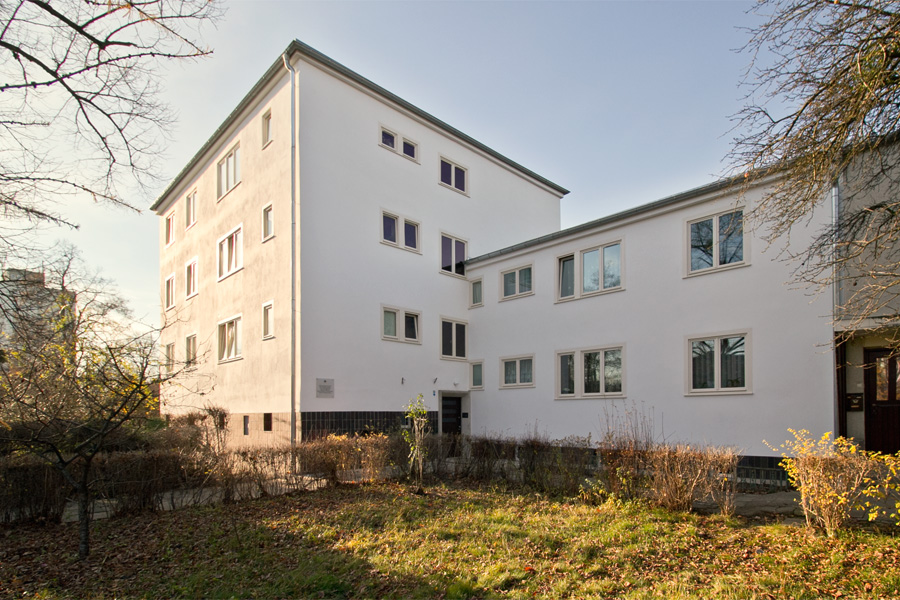
1929
Dom nr 9 na wystawie „Mieszkanie i miejsce pracy” przy ul. Tramwajowej 4 we Wrocławiu

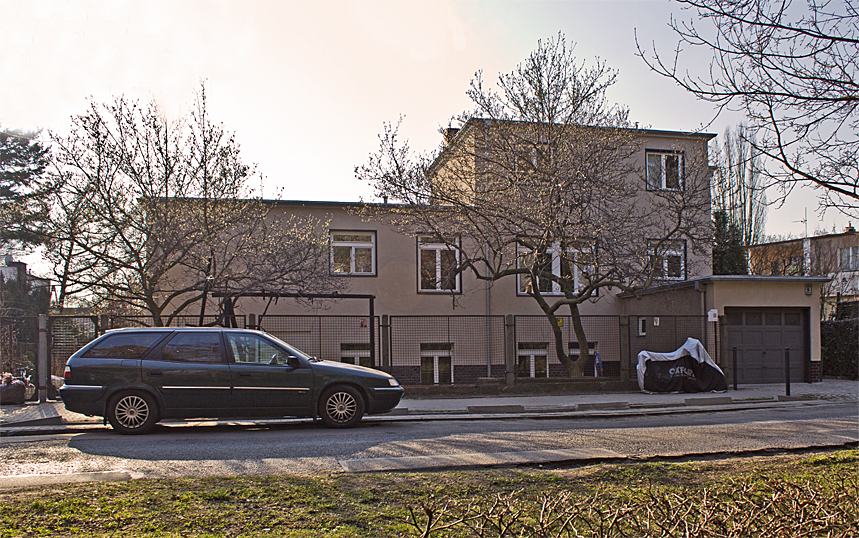
1929
Dom nr 28 na wystawie „Mieszkanie i miejsce pracy” przy ul. Dembowskiego 9 we Wrocławiu

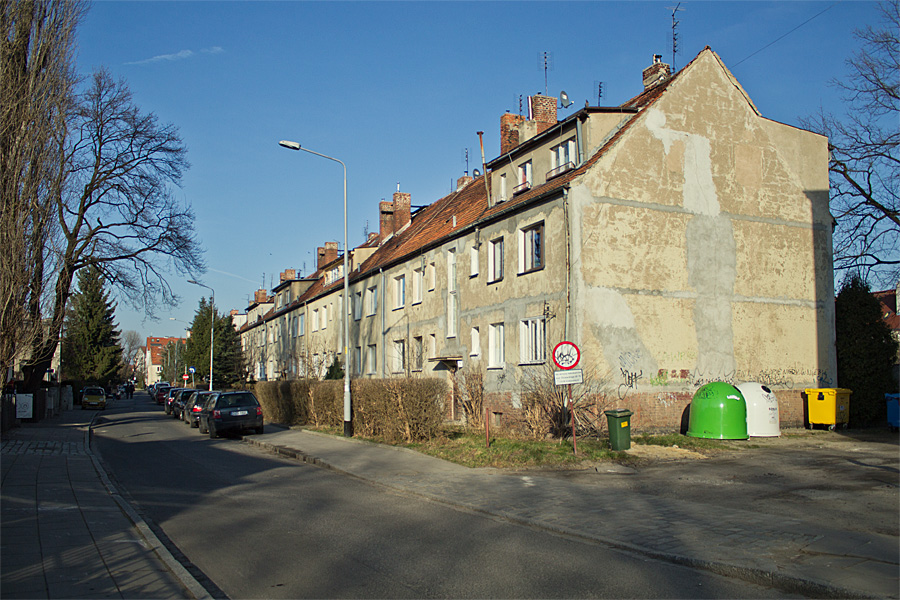
1930
Domy mieszkalne spółdzielni Neuland przy ul. Promień we Wrocławiu

Swoją edukację w zawodzie architekta rozpoczynał we wrocławskiej Szkole Budowlanej i Studium Budowy Maszyn, następnie w latach 1907-09 studiował architekturę we wrocławskiej Akademii Sztuki i Rzemiosła Artystycznego pod kierunkiem Hansa Poelziga. Dzięki uznaniu jakim obdarzył go profesor Poelzig, Lange miał okazję współpracować z nim przez najbliższe kilka lat zdobywając przy tym niemałe doświadczenie. Jeszcze w roku 1904 pomagał mu w przygotowaniu projektu wzorcowego domu mieszkalnego na Wystawę Rzemiosła Artystycznego, która miała miejsce w tymże roku we Wrocławiu. Później współpracował z nim jeszcze przy tworzeniu czterech jego ważnych projektów: domu własnego Poleziga przy ul. Chopina 2 we Wrocławiu, biurowca Junkernstraße przy ul. Ofiar Oświęcimskich we Wrocławiu, wieży na Wystawie Wschodnioniemieckiej w Poznaniu i zakładów chemicznych w Luboniu pod Poznaniem. Współpracował także w zespole Poelziga opracowujących projekty fabryk w Rybniku i Pszowie.
W roku 1910 został zatrudniony w biurze wrocławskiego miejskiego radcy budowlanego Maksa Berga. W latach dwudziestych stał się wolnym architektem, zaczął tworzyć w duchu nowoczesnej modernistycznej architektury. W latach 1920–22 był przewodniczącym stowarzyszenia architektów budownictwa socjalnego. W roku 1922 rozpoczął pracę w Bauhausie w Dessau jako syndyk finansowy. W roku 1924 powrócił do Wrocławia. Publikował na łamach fachowych czasopism architektonicznych, min. wrocławskiego Ostdeutsche Bauzeitung, którego był jednym z redaktorów. Był członkiem Niemieckiego Związku Architektów oraz śląskiego oddziału Niemieckiego Związku Twórczego. Ideowo związany był z socjaldemokracją, należał do SPD.
Jako członek śląskiego oddziału Werkbundu otrzymał na początku roku 1929 zaproszenie od Heinricha Lauterbacha i Adolfa Radinga przygotowujących plany wzorcowego osiedla Wystawy "Mieszkanie i Miejsce Pracy" do udziału w niej. Lange zaprojektował dwa domy wzorcowego osiedla, będącego najważniejszą częścią wystawy. Pierwszy z nich, budynek nr 9 dostawiony do ciągu trzynastu szeregowych domów jednorodzinnych był przykładem czynszowego domu wielorodzinnego. Drugi dom o numerze 28 powstał w części osiedla przeznaczonej na domy jednorodzinne. Był przykładem nowoczesnej willi z garażem dla kilkuosobowej rodziny mieszkającej wraz ze służącą. Oba domy o kubicznych nowoczesnych kształtach zostały ocenione pozytywnie przez recenzentów odwiedzających wrocławską Wuwę. Pisano o nich, że są budynkami wyróżniającymi się prostą i spokojną formą, pozbawione są większych wad. Lange uczestniczył też w części tematycznej wystawy przygotowując wraz z Hansem Scharounem i Paulem Häuslerem ekspozycję poświęconą wyposażeniu mieszkań prezentowaną przed Halą Stulecia.
Oprócz domów wystawy do najważniejszych projektów Langego na terenie Wrocławia zalicza się budynki mieszkalne spółdzielni Neuland przy ul. Promień i Spółdzielczej na Biskupinie. Projekt tego osiedla został opracowany w latach 1928-30 wspólnie z Hugo Leipzigerem. Wcześniej w roku 1925 Emil Lange zaprojektował zespół hotelowy nazywany Autopark Friedrichstraße przeznaczony jako noclegownia dla szoferów bogatych turystów podróżujących luksusowymi samochodami, składający się z garaży, hotelu oraz z myjni i warsztatów. Poza Wrocławiem projektował min. budynek teatru Thalia oraz Domu Ludowego w Weisswasser na Łużycach.

## Ważniejsze dzieła
- 1904 – współudział w projekcie wzorcowego domu mieszkalnego na autorstwa Hansa Poelziga Wystawę Rzemiosła Artystycznego
- 1906 – współudział w projekcie domu własnego Hansa Poelziga przy ul. Chopina 2
- 1911 – współpraca przy projektowaniu biurowca Junkernstraße przy ul. Ofiar Oświęcimskich 38-40 autorstwa Hansa Poelziga
- 1911 – współpraca przy projektowaniu Wieży Górnośląskiej na Wystawie Wschodnioniemieckiej w Poznaniu autorstwa Hansa Poelziga
- 1911-12 – współpraca w projektach budynków fabryki chemicznej w Luboniu autorstwa Hansa Poelziga
- 1925 – zespół hotelowy Autopark Friedrichstraße przy ul. Nasypowej 24
- 1929 – Wzorcowy dom nr 9 na wystawie WUWA przy ul. Tramwajowej 4
- 1929 – Wzorcowy dom nr 28 na wystawie WUWA przy ul. Dembowskiego 7
- 1930 – Domy mieszkalne spółdzielni Neuland przy ul. Promień 1-21 i Spółdzielczej 2-40

## Literatura
- Encyklopedia Wrocławia. Wrocław: Wydawnictwo Dolnośląskie, 2006, s. 468-469.
- Rafał Eysymontt, Jerzy Ilkosz, Agnieszka Tomaszewicz, Jadwiga Urbanik (red.): Leksykon architektury Wrocławia. Wrocław: Via Nova, 2011.
- Jadwiga Urbanik: WUWA 1929-2009. Wrocławska wystawa Werkbundu. Wrocław: Muzeum Architektury we Wrocławiu, 2009.